# Георги Янакиев (художник)
Вижте пояснителната страница за други личности с името Георги Янакиев.
Георги Стоянов Янакиев (6 май 1941 – 1 март 2018) е български художник, измежду основните представители на българската графика, илюстрация и живопис.

## Биография
Роден е на 6 май 1941 година в с. Веселие, Бургаско. Детството и младостта му са преминали в Бургаския край. През 1964 г. е приет в Националната художествена академия в София със специалност „Графика“. През 1970 г. завършва с отличие и е почетно награден от Тодор Живков.
През 1971 г. е разпределен на работа в Сливен като главен художник на общината. Член е на Съюз на българските художници. Има както множество самостоятелни изложби, така и участия в общи, регионални, окръжни и колективни изложби. Дълги години е бил преподавател по рисуване в художествената гимназия „Димитър Добрович" в Сливен.
През 2014 г. получава тежък исхемичен инсулт. Умира на 1 март 2018 година от рак. 

## Галерия
- Картини на Георги Янакиев
- „Сините камъни“, сух пастел 1999г.
- „Седларевски цветя №1“, сух пастел 2000г.

## Изложби
- 2011 – самостоятелна изложба, Галерия „Май“, Сливен
- 2012 – изложба „Сух пастел“, Галерия „Богориди“, Бургас
- 2013 – самостоятелна изложба, Галерия „Май“, Сливен

## Творби
По-известни негови творби са:
- Танцът на лозите
- Созопол лодки
- Катъгово
- Връх Кутелка
- Утро
- Край реката
- Из Сливен
- С дъх на море
- Синьо лято
- Есен
- Жребчево